# Habronyx baibarensis
Habronyx baibarensis är en stekelart som först beskrevs av Tohru Uchida 1928.  Habronyx baibarensis ingår i släktet Habronyx och familjen brokparasitsteklar. Inga underarter finns listade i Catalogue of Life.